# Francisco Manuel de Velasco y Estrada
Francisco Manuel de Velasco y Estrada (Escacena del Campo, 9 de marzo de 1681 - Triana, 26 de agosto de 1746) fue un militar y noble español que desempeñó diversos cargos en su carrera militar, y también fue nombrado caballero de la Orden de Santiago en 1694 y marqués de Pozoblanco en 1697.

## Biografía
Nació en Escacena del Campo, entonces Reino de Sevilla, actualmente provincia de Huelva, el 9 de marzo de 1681. Hijo de don Juan de Velasco y Tejada y de doña Isabel Dionisia de Estrada y Maraver. Su padre fue Maestre de Campo de los Reales Ejércitos, maestrante y caballero veinticuatro de la ciudad de Sevilla, era hermano de don Manuel de Velasco Tejada, almirante de la Flota de Indias y Gobernador del Río de la Plata. Su madre pertenecía a una familia de hidalgos rurales de Escacena del Campo y era hermana de dos canónigos de la Catedral de Sevilla. 
En 1694, ya huérfano de madre, es admitido junto con su padre y su tío Manuel como caballero de la Orden de Santiago. En 1697 es creado primer Marqués de Pozoblanco.
En 1712 contrae metrimonio con Casilda Ignacia Díaz Pimienta, descendiente de los marqueses de Villareal de Burriel, a la que Felipe V concede por Real Cédula 1000 ducados de renta anual vitalicia en los valdíos del Campo de Tejada para que pueda tomar estado.
Del matrimonio nacen dos hijos. Juan Manuel de Velasco Pimienta, II Marqués de Pozoblanco y María del Pilar Velasco Pimienta, marquesa del Prado. 
Falleció en Triana, Sevilla, el 26 de agosto de 1746. Fue enterrado en el Convento de Regina de dicha ciudad en la capilla de Nuestra Señora del Rosario, propia de la Real Maestranza de Caballería.

## Carrera militar
Comenzó a servir en el ejército como coronel de un regimiento levantado en 1707 a su propia costa. Ese mismo año es ascendido a brigadier y en 1719 a Mariscal de Campo. Desempeñó diversos destinos como la comandancia del Campo de Gibraltar o el corregimiento de Badajoz y Cataluña. Promovido a Teniente General en 1732 estuvo destinado en Valencia y Galicia. En 1739 se le otorgó la Comandancia General de la frontera de Castilla y posteriormente la Comandancia General de la costa y reino de Granada. Obtuvo plaza en el Consejo de Guerra en 1742. En 1744 fue nombrado Ingeniero General de los Ejércitos. Fue sustituido en este último cargo a su fallecimiento por don Zenón Somodevilla, marqués de la Ensenada.